# Anaea ates
Anaea ates är en fjärilsart som beskrevs av Druce 1877. Anaea ates ingår i släktet Anaea och familjen praktfjärilar. Inga underarter finns listade i Catalogue of Life.